# Der Kobold (polka)

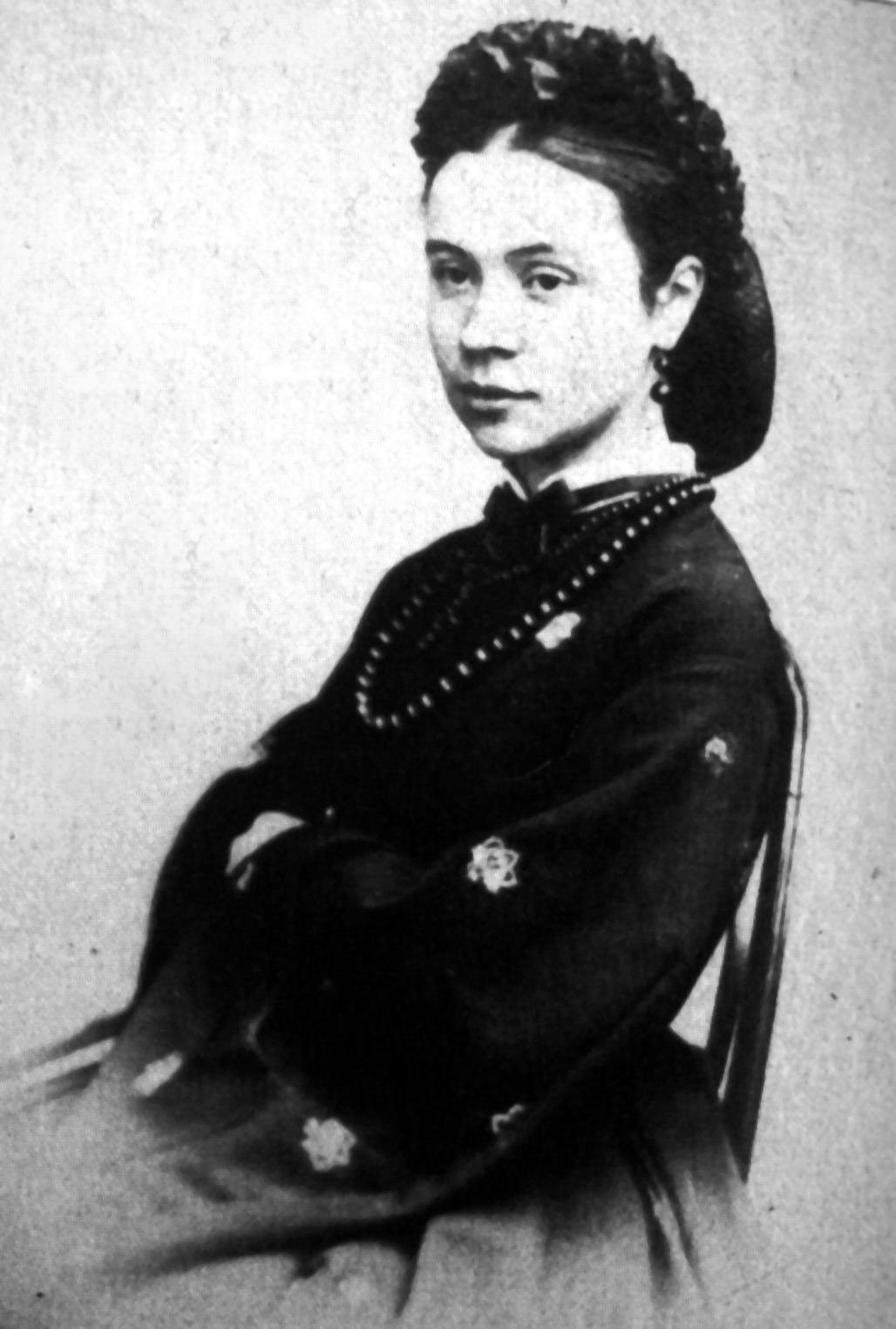
Olga Smirnitskaja (1837-1920).

Der Kobold, op. 226, är en polkamazurka av Johann Strauss den yngre. Den framfördes första gången den 13 augusti 1859 i Pavlovsk i Ryssland.

## Historia
Under sin konsertresa till Ryssland sommaren 1858 hade Strauss träffat och förälskat sig i den ryska officersdottern Olga Smirnitskaja. Hans smeknamn på henne var "L'Espiègle" och "Kobold". I september 1859 avslutade han ett brev till henne med orden: "Du kan vara fullt förvissad om att din lilla skälmunge Olga är avgudad och innerligt älskat av Jean [= Johann]". L'Espiègle var även titeln som Strauss gav polkan han komponerat till Olgas ära och som framfördes första gången vid en välgörenhetskonsert "med illuminationer och fyrverkerier" i Vauxhall Pavilion den 13 augusti 1859.
Den 20 november 1859 framfördes polkan i Volksgarten i Wien och dagen därpå skrev Johann till Olga om framgången med valsen Reiseabenteuer (op. 227) och tillade "även en repris fick ges av din polkamazurka 'L'Espiègle', omdöpt till 'Der Kobold' i Wien". Av brevet framgår att Johanns passionerade känslor för Olga fortfarande var oförminskade, även om han nu måste ha insett att en evig förbindelse dem emellan inte var realistisk. Hindret var hennes aristokratiska föräldrar, som inte dolde sina antipatier emot honom när Johann mötte Olgas moder i september 1859. Modern uttryckte sitt missnöje med honom i termer som han fann "hjärtlösa" och "förnärmande". Inför ett sådant kompakt motstånd gav Olga vika och avslutade affären med Strauss. Tidigt under 1860 skrev hon till honom i Wien och annonserade att hon ämnade gifta sig med en annan: 
"Käre Jean! Döm mig inte, när Du läser dessa rader. Jag fattar mig kort och förbigår alla förklaringar. Sedan två veckor är jag förlovad. De härliga stunder som jag har fått vara tillsammans med Dig, den store konstnären i mitt liv, kommer aldrig att utplånas ut mitt minne. Förlåt Din svekfulla "skälmunge", som aldrig kommer upphöra med att hålla Ditt minne ljust".

## Om polkan
Speltiden är ca 4 minuter och 19 sekunder plus minus några sekunder beroende på dirigentens musikaliska tolkning.